# Elezioni regionali in Liguria del 1970
Le elezioni regionali in Liguria del 1970 si tennero il 7-8 giugno.

## Risultati elettorali
| Liste                                                    | Voti      | %     | Seggi |
| -------------------------------------------------------- | --------- | ----- | ----- |
| Democrazia Cristiana (DC)                                | 393.478   | 32,11 | 14    |
| Partito Comunista Italiano (PCI)                         | 383.296   | 31,28 | 13    |
| Partito Socialista Italiano (PSI)                        | 138.439   | 11,30 | 4     |
| Partito Socialista Unitario (PSU)                        | 93.507    | 7,63  | 3     |
| Partito Liberale Italiano (PLI)                          | 90.058    | 7,35  | 3     |
| Movimento Sociale Italiano (MSI)                         | 46.293    | 3,78  | 1     |
| Partito Repubblicano Italiano (PRI)                      | 37.684    | 3,08  | 1     |
| Partito Socialista Italiano di Unità Proletaria (PSIUP)  | 35.156    | 2,87  | 1     |
| Partito Democratico Italiano di Unità Monarchica (PDIUM) | 7.574     | 0,62  | -     |
| Totale                                                   | 1.225.485 |       | 40    |

| Riepilogo dei seggi | Riepilogo dei seggi | Riepilogo dei seggi | Riepilogo dei seggi | Riepilogo dei seggi | Riepilogo dei seggi | Riepilogo dei seggi |
| ------------------- | ------------------- | ------------------- | ------------------- | ------------------- | ------------------- | ------------------- |
|                     |                     |                     |                     |                     |                     |                     |
| PCI                 | 13                  | N/A                 |                     | PSIUP               | 1                   | N/A                 |
| PSI                 | 4                   | N/A                 |                     | PSU                 | 3                   | N/A                 |
| PRI                 | 1                   | N/A                 |                     | DC                  | 14                  | N/A                 |
| PLI                 | 3                   | N/A                 |                     | MSI                 | 1                   | N/A                 |

## Consiglieri eletti
| Collegio  | Lista                           | Lista                                           | Eletto                   |
| --------- | ------------------------------- | ----------------------------------------------- | ------------------------ |
| Genova    |                                 | Partito Comunista Italiano                      | Angelo Carossino         |
| Genova    | Renato Beggiato                 | Partito Comunista Italiano                      |                          |
| Genova    | Luigi Castagnola                | Partito Comunista Italiano                      |                          |
| Genova    | Lovrano Bisso                   | Partito Comunista Italiano                      |                          |
| Genova    | Carlo Parodi                    | Partito Comunista Italiano                      |                          |
| Genova    | Francesca Busso Pederzolli      | Partito Comunista Italiano                      |                          |
| Genova    | Giovanni Spalla                 | Partito Comunista Italiano                      |                          |
| Genova    | Giorgio Guerisoli               | Partito Comunista Italiano                      |                          |
| Genova    |                                 | Democrazia Cristiana                            | Gianni Dagnino           |
| Genova    | Enrico Ghio                     | Democrazia Cristiana                            |                          |
| Genova    | Carlo Pastorino                 | Democrazia Cristiana                            |                          |
| Genova    | Federico Mario Boero            | Democrazia Cristiana                            |                          |
| Genova    | Giacomo Casassa                 | Democrazia Cristiana                            |                          |
| Genova    | Pierina Massardo                | Democrazia Cristiana                            |                          |
| Genova    | Edmondo Ferrero                 | Democrazia Cristiana                            |                          |
| Genova    |                                 | Partito Socialista Italiano                     | Paolo Machiavelli        |
| Genova    | Fernanda Pedemonte Opisso       | Partito Socialista Italiano                     |                          |
| Genova    | Antonio Canepa                  | Partito Socialista Italiano                     |                          |
| Genova    |                                 | Partito Liberale Italiano                       | Umberto Cavassa          |
| Genova    | Gustavo Gamalero                | Partito Liberale Italiano                       |                          |
| Genova    |                                 | Partito Socialista Unitario                     | Luigi Casassa            |
| Genova    | Sergio Ferrari                  | Partito Socialista Unitario                     |                          |
| Genova    |                                 | Movimento Sociale Italiano                      | Giuseppe Rolandino       |
| Genova    |                                 | Partito Repubblicano Italiano                   | Giovanni Persico         |
| Genova    |                                 | Partito Socialista Italiano di Unità Proletaria | Andrea Dosio             |
| Imperia   |                                 | Democrazia Cristiana                            | Giorgio Verda            |
| Imperia   | Giuseppe Raffaele Ugo Romagnone | Democrazia Cristiana                            |                          |
| Imperia   |                                 | Partito Comunista Italiano                      | Francesco Rum            |
| Imperia   |                                 | Partito Socialista Unitario                     | Corradino Zanazzo        |
| Imperia   |                                 | Partito Liberale Italiano                       | Giuseppe Rovere          |
| La Spezia |                                 | Partito Comunista Italiano                      | Giuseppe Rossino         |
| La Spezia | Dino Grassi                     | Partito Comunista Italiano                      |                          |
| La Spezia |                                 | Democrazia Cristiana                            | Giovanni Battista Acerbi |
| La Spezia | Alberto Bottarelli              | Democrazia Cristiana                            |                          |
| Savona    |                                 | Democrazia Cristiana                            | Gian Carlo Ruffino       |
| Savona    | Francesco Merlo                 | Democrazia Cristiana                            |                          |
| Savona    | Filippo Basso                   | Democrazia Cristiana                            |                          |
| Savona    |                                 | Partito Comunista Italiano                      | Armando Magliotto        |
| Savona    | Giuseppe Aglietto               | Partito Comunista Italiano                      |                          |
| Savona    |                                 | Partito Socialista Italiano                     | Alberto Teardo           |